# Cola acuminata
Espèce
Classification phylogénétique
Synonymes
Sterculia acuminata P. Beauv.

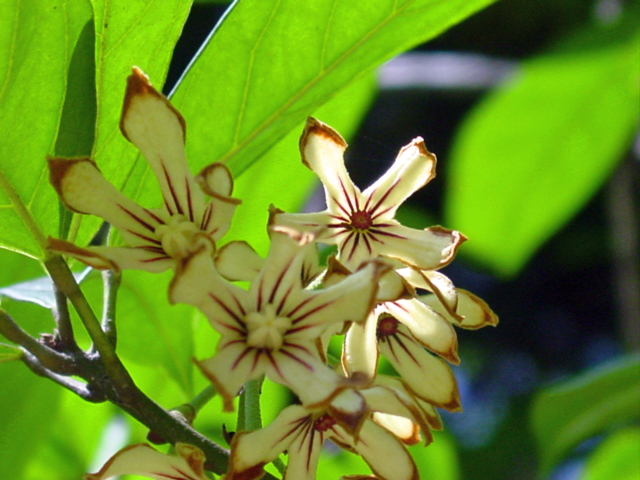
Fleurs femelles (à gauche) et mâles (à droite) de Cola acuminata (Jardin botanique de Rio de Janeiro.

Cola acuminata est un arbre de la famille des Sterculiacées (classification classique) ou des Malvacées (classification phylogénétique), originaire d'Afrique tropicale. C'est une des espèces de kolatiers qui produisent la noix de kola, au goût amer, très prisée en Afrique tropicale, pour ses vertus stimulantes et ses valeurs symboliques.
Il est appelé Faux colatier ou Cola mâle en français, ou plus simplement par le terme générique de Kolatier.

## Histoire de la nomenclature
Après les premiers grands voyageurs européens, plusieurs botanistes pré-linnéens ont fait mention d'un fruit nommé Cola, très apprécié par certaines populations africaines. Ainsi, le naturaliste suisse Gaspard Bauhin le décrit dans Pinax (1596) d'après le récit de l'explorateur Filippo Pigafetta dans le Le Royaume de Congo et les contrées environnantes (1591).
Malgré ces nombreuses mentions, Linné n'a pas jugé souhaitable d'introduire de kolatiers dans Species plantarum (1753).
Le premier descripteur botanique est le naturaliste Palisot de Beauvois, qui part en Afrique en 1786 où il collecte un grand nombre de plantes et d'insectes, dans des régions jusque-là inconnues comme le Bénin. Parmi les espèces qu'il décrit se trouve le kolatier qu'il nomme Sterculia acuminata (Flore d'Oware et de Bénin). « L'amande est d'un rouge tendre, tirant un peu sur le violet ; on la nomme, dans le pays, Kola ou Cola ».
Au début du XXe siècle la systématique des espèces de colatiers est très confuse. Ce n'est qu'avec les travaux de Auguste Chevalier et Émile Perrot (1911) qu'un peu d'ordre est mis dans la taxonomie. En 1932, les botanistes Schott et Endlicher créent le genre Cola auquel ils rapportent Sterculia acuminata.
Étymologie : le terme de cola a été emprunté à un dialecte d'Afrique de l'Ouest, le temne (Sierra Leone), où la noix de kola se dit kla gola ou kola.
Orthographe: les deux orthographes cola et kola (ou de même colatier et kolatier) sont valides en français.

## Description

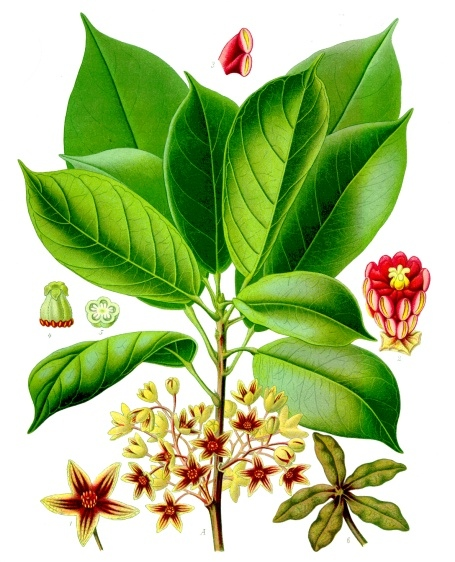
Cola acuminata
au milieu : 1) pistil (à gauche) 2) colonne d'étamines et pistil (à droite),
en bas à droite : une capsule à 5 follicules en étoile.

Cola acuminata est un arbre de 7 à 13 m atteignant parfois 20 m de haut et un diamètre de 50 cm. Il comporte une cime large et un feuillage dense. L'écorce du tronc s'exfolie en plaques plus ou moins carrées.
Les feuilles simples, alternes sont oblongues, obovales à elliptiques atteignant 34 × 11 cm, avec un apex acuminé.
L'inflorescence est en panicules de cymes, portant des fleurs mâles et hermaphrodites, avec 5-7 sépales jaunâtres striés de pourpre, soudés à la base et pas de pétale. Les 20 anthères sont en double couronne autour d'une colonne et au centre le gynécée est formé de 5 à 7 carpelles. Il peut aussi y avoir des fleurs mâles, femelles et hermaphrodites sur le même arbre.
Le fruit est une capsule à 1-6 follicules attachés en étoiles, coriaces ou ligneux, ovoïdes, roux, de 10-20 cm de long, à bec bien marqué. Il y a 1 à 12 graines par follicule, entourées d'un arille blanc ou rouge, formées en général de 4-6 cotylédons charnus, anguleux, roses à rouges.
Dans la langue commune, un follicule (issu d'un seul carpelle) s'appelle une « cabosse » ;  on dit aussi à propos des graines que la noix de la « petite kola » (Cola acuminata), de couleur rose à rouge, se divise en 4 à 6 morceaux irréguliers (« kola quart »), à la différence de la noix de la « grande kola » (Cola nitida), de couleur blanc-jaunâtre à rouge, qui ne se divise qu'en deux (« kola demi »). La récolte se fait deux fois par an.
Au Cameroun, la petite kola porte des fruits mûrs entre octobre et décembre et la grande kola, entre avril et juin,. En Côte d'Ivoire, l'entrée en production du colatier (Cola nitida) intervient sur deux grandes périodes :
- la petite récolte se produit au cours des mois d'avril-mai
- la grande récolte a lieu pendant les mois d'octobre-novembre

| Clés distinctives de Cola nitida et Cola acuminata |                                                |                                         |
|                                                    | Cola nitida                                    | Cola acuminata                          |
| Cabosse                                            | boursouflée, incurvée, verte, douce au toucher | assez droite, roux, rugueuse au toucher |
| Graines noix de kola                               | deux cotylédons                                | plus que 2 cotylédons, gén. quatre      |
| Récolte                                            | d'octobre à décembre                           | d'avril à juin                          |

## Distribution
Cola acuminata est une espèce originaire d'Afrique tropicale ; elle est spontanée en Afrique centrale : Angola, Bénin, Nigeria, Togo, Cameroun, Gabon, Guinée équatoriale, Congo (RDC, Zaire).
Elle a été introduite en Afrique de l'Ouest et probablement en Amérique.
Elle se rencontre dans les savanes humides et dans les zones forestières.
Elle est largement cultivée.

## Usages
Les parties les plus utilisées sont les graines (ou noix de cola) et les écorces. Pour être consommée, la graine est débarrassée de son tégument.
La noix de cola entre dans la composition de boissons.
Au Cameroun, la kola est un fruit récolté dans les forêts, les cacaoyères et sur des kolatiers domestiqués ; mais il n'existe pas de plantation exclusive de kolatiers. La kola fait l'objet d'un commerce important tant à l'intérieur du pays qu'avec les pays voisins.

### Composition
Les premiers à en étudier la composition sont Heckel & Schlagdenhauffen (1882, 1883, 1884, 1888, 1890,,, 1892, 1893), qui découvrent le rouge de cola et vulgarisent l'usage du cola en médecine européenne.
On en tire des principes actifs excitants parmi lesquels on retrouve la caféine et la kolatéine. La noix de cola de Cola nitida est plus riche en caféine (jusqu'à 3,5 %) que celle de Cola acuminata (2,2 %). La caféine forme une association moléculaire avec des dérivés catéchiques.
Les noix de cola (la graine sans le tégument) de Cola acuminata ont un contenu phénolique total plus faible que celles de Cola nitida, ce qui explique qu'elles soient moins astringentes.
On note aussi la présence de polyphénols, surtout des flavan-3-ols : (+)-catéchol, (-)-épicatéchol et proanthocyanidols dimères du groupe B.
La noix de cola renferme :
| Glucides  | Protides | Eau       | Lipides   | Matières minérales | Tanins | Fibres |
| 30 à 40 % | 8 à 12 % | 10 à 12 % | 0,6 à 8 % | 2 à 4 %            | 3 %    | 1,4 %  |

### Masticatoire
De la cabosse (follicule), on extrait des graines (noix de cola) à plusieurs cotylédons. Ce sont ces derniers qui sont mâchés pour leurs vertus stimulantes et comme coupe-faim.
Ils sont aussi utilisés dans des cérémonies rituelles au Cameroun (mariages, naissances, cérémonies funéraires). Lors des cérémonies de mariage, des noix de cola sont offertes par l'époux à la belle famille. Chez les Bamiléké, la kola est un signe d'amour et d'amitié. Au Soudan, son offrande est signe de paix.

### Médecine indigène
Les feuilles, les fruits et les racines sont utilisés comme tonique ou contre la dysenterie, la diarrhée. La noix de kola est réputée aphrodisiaque.

### Boissons
La noix de cola entre dans la composition de vin, sirops, bonbons, chocolats et pâtisserie.
À l'origine, le coca-cola en contenait aussi. Suivant son inventeur, Pemberton, sa boisson « est composée d'un extrait de feuilles péruviennes de coca, du plus pur des vins et de noix de cola », mais ce n'est plus le cas désormais.